# 東海楽器・Talbo Jr.
Talbo Jr. （Talbo Junior タルボ・ジュニア）は、東海楽器製造社が開発・製造しているアンプ・スピーカー内蔵エレクトリック・ギター。形状・素材・フィニッシュなどは、同じく東海楽器が開発・製造している Talbo の設計を継承し、軽量・小型化した機種。

## 設計
- 全長：837mm（ボディは小型だが、ミディアム・スケール）。
- ボディはアルミニウム合金を鋳造した小型の中空ホロウ構造で、内部にバッテリ・ボックス、アンプ、スピーカー等の回路・配線がすべて収められている。背面はプラスティック製。
- 9V(006P)乾電池駆動5Wアンプ内蔵、直径10cmフル・レンジのスピーカー搭載、ヘッドフォン・ミニ・ジャックと外部出力ジャックを装備。
- 本体のみで出力が可能であり、持ち運びに便利なように、軽量・小型デザイン。また外部出力ジャックからシールド・ケーブルを介してアンプに接続したり、ヘッドフォン用ミニ・ジャックからヘッドフォンでモニタリングすることも可能。
- ピックアップは、ブリッジ（リア）に近くミニ・ハムバッカー・タイプのものが1基。
- ブリッジはトレモロレスで本体固定式。
- トーン・コントロールはなく、PUSH-PULL電源スイッチを兼ねた1ボリュームのみ。
- ヘッドにストリング・ガイド。
- Talbo のロゴをパンチング・メタルのスピーカー・グリル上にプリント。
- Tokai ロゴをヘッドにプリント。

## モデル

### Tokai
TJR-498（色：シルバー、ブラック、レッド）
TJR-598 ニッケル・プレート
Tokai ブランドでの国内販売は終了している模様。海外向けに TJ-R498（色：Natural（シルバー）、Black）

### カスタマイズ・モデル
池部楽器
TALBO Secret FACTORY（池部楽器）では、カスタマイズした Talbo Jr. を「仔タルボ」と称している。
神田商会
Z-Talbo Jr.